# Uroš Murn
Uroš Murn (Novo mesto, 9 febbraio 1975) è un ex ciclista su strada sloveno.
Professionista dal 1997 al 2010, ha vinto il titolo nazionale in linea nel 2004 e partecipato ai Giochi olimpici di Sydney 2000 e Atene 2004.

## Carriera
Passato professionista nel 1997 con la Krka-Telekom Slovenije, ottenne il primo risultato di rilievo nel 1998 quando al Giro del Portogallo arrivò secondo nella terza tappa battuto da Ján Svorada. L'anno successivo ottiene le prime vittorie da professionista, entrambe in corse disputate in Slovenia: il Grand Prix Krka e una tappa del Grand Prix Kranj che concluderà al terzo posto della generale. Ripete i buoni risultati anche nel 2000 vincendo tappe sia al Giro di Croazia che in quello di Slovenia, e venendo convocato per i Giochi olimpici di Sydney dove partecipa alla corsa in linea.
Nel 2001 viene ingaggiato da una squadra italiana, la Mobilvetta Design-Formaggi Trentini, e partecipa alla sua prima grande corsa a tappe, il Giro d'Italia, dove ottiene un terzo posto nell'undicesima tappa con arrivo a Gorizia, preceduto da Pablo Lastras e Giovanni Lombardi, dopo una lunga fuga. Nel 2002 partecipa nuovamente al Giro, cogliendo un ottavo posto nella decima tappa come miglior risultato; torna però a vincere aggiudicandosi nuovamente il Grand Prix Krka; nel 2003 si aggiudica una prova in linea in Svizzera, la Stausee Rundfahrt.
Nel 2004 passa alla Phonak e torna al Giro d'Italia, ma questa volta non ottiene piazzamenti rilevanti. Nel corso della stagione riesce comunque a vincere il campionato nazionale in linea e ottiene la convocazione per i Giochi olimpici di Atene dove concluderà cinquantesimo la prova in linea; finisce la stagione centrando un ottavo posto alla Parigi-Tours. Nel 2005 vince la prima tappa della Setmana Catalana, è ottavo nella sedicesima frazione del Giro e nono alla Parigi-Tours, ottenendo anche altri piazzamenti in frazioni di brevi corse a tappe come il Giro di Polonia e il Tour de la Region Wallonne. Nel 2006 partecipa alla Vuelta a España arrivando quinto nella seconda tappa e terzo nell'ottava; viene inoltre convocato per partecipare alla prova in linea dei campionati mondiali, che termina al settimo posto assoluto.
Nel 2007 passa alla forte formazione statunitense Discovery Channel, ma a causa di un infortunio perde tutta la stagione. Nel 2008 ritorna a correre con una squadra slovena, la Adria Mobil, ma non riesce a tornare ai buoni livelli mostrati negli anni precedenti anche a causa dei postumi dell'infortunio, tuttavia nel 2010 ottiene un discreto piazzamento arrivando nono nella seconda tappa del Circuit de la Sarthe, sarà anche l'ultimo perché a fine stagione decide di ritirarsi.

## Palmarès
- 1998

3ª tappa Wyścig Solidarności i Olimpijczyków
- 1999

Grand Prix Krka
1ª tappa Grand Prix Kranj
- 2000

3ª tappa Giro di Croazia
6ª tappa, 1ª semitappa Giro di Croazia
3ª tappa Giro di Slovenia
- 2002

Grand Prix Krka
- 2003

Stausee Rundfahrt
- 2004

Campionati sloveni, Prova in linea
Grand Prix Krka
- 2005

1ª tappa Setmana Catalana (Lloret de Mar > Lloret de Mar)

## Piazzamenti

### Grandi Giri
- Giro d'Italia

2001: 81º
2002: 86º
2004: 92º
2005: 94º
- Vuelta a España

2006: 113º

### Classiche monumento
- Milano-Sanremo

2001: 53º
2002: 55º
2004: ritirato
2006: 22º
- Giro delle Fiandre

2004: 60º
2005: 36º
2006: ritirato
- Parigi-Roubaix

2004: ritirato
2005: 48º
2006: ritirato
- Liegi-Bastogne-Liegi

2006: 83º
- Giro di Lombardia

2001: 41º
2002: ritirato
2004: 49º

### Competizioni mondiali
- Campionati del mondo

Zolder 2002 - In linea Elite: 69º
Verona 2004 - In linea Elite: 30º
Madrid 2005 - In linea Elite: 31º
Salisburgo 2006 - In linea Elite: 7º
- Giochi olimpici

Sydney 2000 - In linea: 32º
Atene 2004 - In linea: 50º